# Dactylostega tubigera
Dactylostega tubigera är en mossdjursart som först beskrevs av Busk 1884.  Dactylostega tubigera ingår i släktet Dactylostega och familjen Calloporidae. Inga underarter finns listade i Catalogue of Life.